# 權汝宣
權 汝宣（クォン・ヨソン、권여선、1965年 -）は韓国の小説家である。慶尚北道の安東出身。本貫は安東権氏。

## 略歴
1965年、慶尚北道の安東で生まれる。ソウル大学の国語国文学科を卒業して、ソウル大学院の国語国文学の修士課程を修了した。その後、仁荷大学院で国文学の博士課程を修了している。

## 受賞歴
- 1996年、第2回 想像文学賞
- 2007年、第15回 呉永寿文学賞
- 2008年、第32回 李箱文学賞
- 2012年、第45回 韓国日報文学賞
- 2013年、第2回 EBSラジオ文学賞優秀賞

## 邦訳作品
- 『春の宵』橋本智保 訳、書肆侃侃房、韓国女性文学シリーズ、2018年6月
- 『きょうの肴なに食べよう?』丁海玉 訳 KADOKAWA、2020年11月
- 『レモン』橋本智保訳、河出書房新社、2020年11月
- 『まだまだという言葉』斎藤真理子訳、河出書房新社、2021年11月

## 主な作品
- 1996年、『푸르른 틈새』(青い隙間)[3]
- 2005年、『순수한 영혼 마릴린 먼로』(純粋な魂、マリリンモンロー)
- 2007年、『분홍 리본의 시절』(ピンクリボンの時代)
- 2010年、『내 정원의 붉은 열매』(私の庭の赤い実)
- 2012年、『레가토』(レガート)
- 2013年、『비자나무 숲』(カヤの森)
- 2014年、『봄밤』(春夜)